# Айитинваям
Айитинваям (устар. Айитимваям) — река на северо-востоке Камчатки.
Протекает по территории Олюторского района Камчатского края России.
Длина реки — 13 км. Берёт исток у северо-западного подножия горы Дальний Зубец, протекает в широтном направлении, впадает в Яголъваям.
Гидроним вероятно имеет корякское происхождение, его значение не установлено.
Справа от устья реки археологами обнаружена стоянка древнего человека Айитин, датировка которой пока не определена.

## Данные водного реестра
По данным государственного водного реестра России относится к Анадыро-Колымскому бассейновому округу.
Код объекта в государственном водном реестре — 19060000212120000002495.